# Koning Winter (wielerprijs)
De titel Koning Winter werd tussen 2011 en 2019 jaarlijks toegekend aan de beste veldrijder van het voorbije seizoen. De winnaar, die gekozen werd door een vakjury en de lezers van Cycling.be Magazine, werd plechtig gekroond tijdens de Cyclocross Masters. In 2011 werd Sven Nys verkozen tot de eerste Koning Winter. Daarna won hij de trofee nogmaals in 2013 en 2014. De eerste niet-Belgische Koning Winter was Mathieu van der Poel, die de trofee in 2015 voor het eerst won. Ook in 2017, 2018 en 2019 werd Van der Poel verkozen tot Koning Winter.

## Overzicht winnaars
| Seizoen   | Winnaar              |
| --------- | -------------------- |
| 2010-2011 | Sven Nys             |
| 2011-2012 | Kevin Pauwels        |
| 2012-2013 | Sven Nys             |
| 2013-2014 | Sven Nys             |
| 2014-2015 | Mathieu van der Poel |
| 2015-2016 | Wout van Aert        |
| 2016-2017 | Mathieu van der Poel |
| 2017-2018 | Mathieu van der Poel |
| 2018-2019 | Mathieu van der Poel |

### Meervoudige winnaars
| Aantal | Winnaar              | Jaren                    |
| ------ | -------------------- | ------------------------ |
| 4      | Mathieu van der Poel | 2015, 2017, 2018 en 2019 |
| 3      | Sven Nys             | 2011, 2013 en 2014       |